# Salar (ethnie)
Pour les articles homonymes, voir Salar.
 (février 2015).
Si vous disposez d'ouvrages ou d'articles de référence ou si vous connaissez des sites web de qualité traitant du thème abordé ici, merci de compléter l'article en donnant les références utiles à sa vérifiabilité et en les liant à la section « Notes et références ».

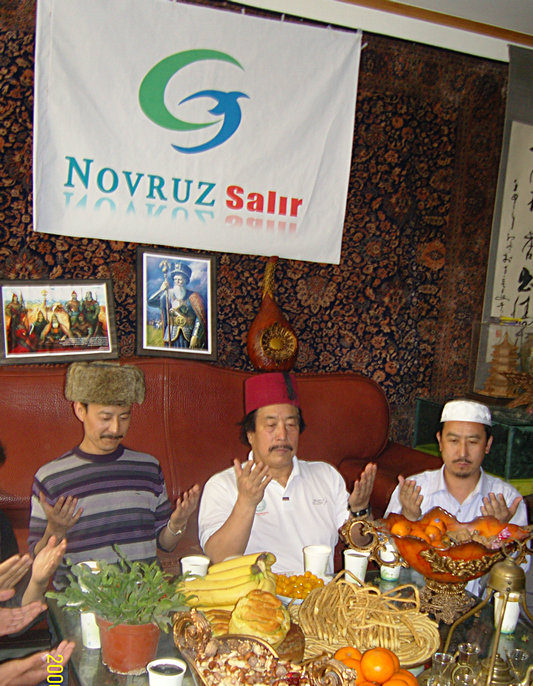
Salars célébrant la fête zoroastrienne de Norouz.

Les Salar (salar : Salır (ㄙㄚㄌㄧ˙ㄖ) ; chinois simplifié : 撒拉族 ; chinois traditionnel : 撒拉族 ; pinyin : Sālāzú)  sont un groupe ethnique turc de l'est de Qinghai et du sud-ouest de Gansu. Ils constituent l'un des 56 groupes ethniques officiellement identifiés par la république populaire de Chine.
Les Salar comptaient un peu plus de 100 000 individus à la fin du XXe siècle. Leurs ancêtres se sont mélangés avec les Tibétains, les Chinois Han, et les Hui. C'est une société agricole patriarcale et musulmane. En plus de leur langue maternelle (le salar), beaucoup parlent le tibétain. Leur langue écrite est le chinois.